# Колодне (Столинський район)
Колодне (біл. Калоднае) — село в Білорусі, у Столинському районі Берестейської області. Орган місцевого самоврядування — Радчицька сільська рада.

## Географія
Розташоване за 25 км на південний захід від Столина, на шляху Пинськ — Столин.

## Історія
Власником маєтку у селі були Скирмунти та Гертінги. У 1863 році поблизу Колодного відбулася збройна сутичка за участі польського повстанського загону Траугутта-Ваньковича, у якій повстанці зазнали поразки.
За даними українського націоналістичного підпілля, 16 грудня 1943 року більшовицький відділ Фьодорова відібрав у мешканців Колодого збіжжя.

## Населення
За переписом населення Білорусі 2009 року чисельність населення села становила 481 особа.
У селі мешкає 200 родин потомків переселенців з центральної Білорусі, які досі зберігають білоруську мову.